# Julius Vischjager
Julius Vischjager (Amsterdam, 28 januari 1937 – aldaar, 6 oktober 2020) was een Nederlands pianist, paljas, journalist, hoofdredacteur, fotograaf, uitgever. Vischjager bracht The Daily Invisible uit, voor zover bekend de enige handgeschreven krant ter wereld. Hij presenteerde zich aanvankelijk als kabouter, een protestbeweging tussen 1969 en 1974.

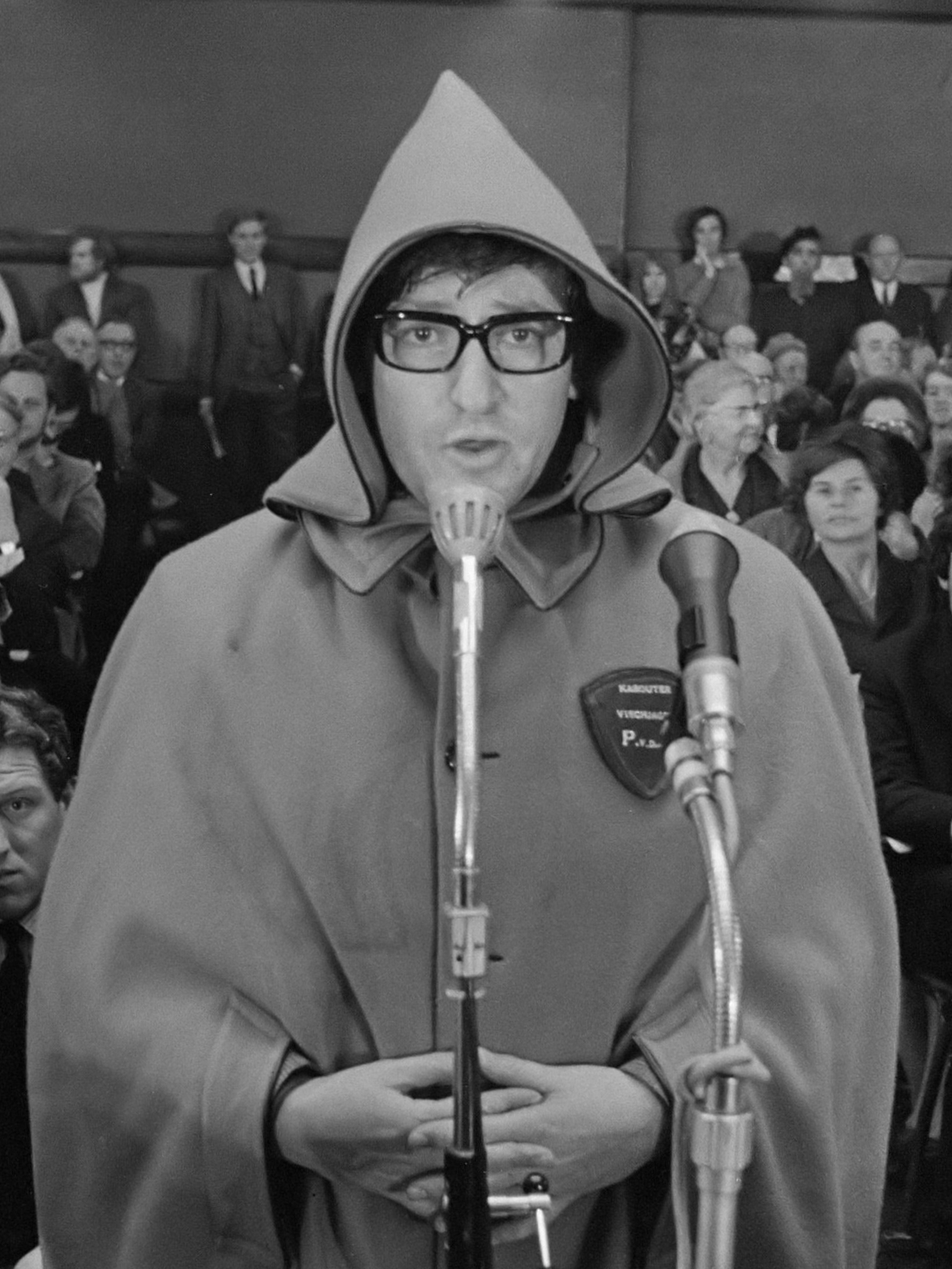
Julius Vischjager (1970)

## Achtergrond
Julius Vischjager werd geboren uit een verhouding tussen de Amsterdamse bioscoopeigenaar Julius Vleeschkruier en een van zijn kassières Caroline Vischjager. Hij werd door zijn vader niet erkend.
De ouders van de joodse Vischjager kwamen om in de Tweede Wereldoorlog; zijn vader in Buchenwald, zijn moeder in Bergen-Belsen. Hij overleefde de oorlog nadat hij door verzetsvrouw en verpleegster Wilhelmina Middelman uit de rij voor deportatie bij de Hollandsche Schouwburg werd gehaald. Na de oorlog groeide hij op in pleeggezinnen en tehuizen. Vischjager studeerde muziek. Zijn huwelijk in 1960 met een pianiste duurde kort; hij had een kind dat hij uit het oog verloor. Hij werd pianoleraar aan het Amsterdams Conservatorium, maar hij werd in 1969 ontslagen omdat hij te veeleisend voor de kinderen zou zijn geweest. Zijn inkomen bestond voor een groot deel uit een uitkering voor oorlogsslachtoffers. Hoewel hij zich vereenzelvigde met de Kabouterbeweging was hij lid van de Partij van de Arbeid. Hij vertoonde zich tot aan 1977 veelvuldig in zijn rode cape. Hij leverde bijdragen aan het cultureel tijdschrift Hollands Diep. Het einde van dat blad in 1977 noopte Vischjager tot de eigen uitgave van The Daily Invisible.

## The Daily Invisible
Hoewel de naam van de krant anders doet vermoeden, verscheen The Daily Invisible vanaf 1977 (bijna) iedere week. Soms ook niet, afhankelijk van het humeur van Vischjager. Hij heeft met zijn krant veertig jaar het voorrecht gehad dat hij tijdens de wekelijkse persconferentie van de minister-president de laatste vraag mocht stellen, waarna de minister-president meestal zelf het vaak wat kolderieke antwoord in The Daily Invisible schreef. Vischjager haalde soms de reguliere pers met zijn laatste vraag. Premier Lubbers antwoordde hem eens dat het wel tijd werd dat het Vaticaan Israël zou erkennen. Premier Rutte moest eens toegeven dat hij niet wist waar de Hollandse Schouwburg stond. Toen premier Jan Peter Balkenende de wekelijkse persconferentie van Nieuwspoort verplaatste naar het ministerie van Algemene Zaken, werd Vischjager dit privilege tijdelijk afgenomen. Na protesten is het hem teruggegeven.
De teller van het aantal nummers van The Daily Invisible stond op 1 mei 2009 op 528 (speciale ongenummerde uitgaven niet meegerekend). Vischjager verkocht zijn krant in menig café met de aanbeveling dat het blaadje verzamelwaarde bezit. De laatste Daily Invisible dateert van 12 januari 2016, al kwam er op 27 januari 2017 vanwege de 80e verjaardag van Vischjager een speciale jubileumeditie. Sinds 2017 was Vischjager Lid van Verdienste van de Parlementaire Pers.
The Daily Invisible was een handgeschreven krant. Een speciale editie van de krant is in 1988 in druk verschenen in NRC Handelsblad.

## Radiomaker
Vischjager was elke donderdagochtend te beluisteren op SALTO in zijn radioprogramma Hoe bedoel U?, de orale variant van zijn krant. Sinds de komst van de "adjunct-hoofdredacteur van de orde en nazorg" was dit programma gevuld met kunst, cultuur, politiek, gedichten van Anna Koster, soms gasten, maar vooral de persoonlijke opvattingen van Julius. Tot een uur na de uitzending vanuit Pakhuis de Zwijger was hij er aanspreekbaar voor zijn fans.

## Pianist
Vischjager was pianist en had onder andere Chopin, Scarlatti, Schumann, Mozart, Bach en Beethoven op zijn repertoire. Hij was de uitvinder van het zogenaamde vertederingsconcert, een door hem gegeven concert dat hij op uitnodiging van diverse politici gaf. Sedert de opening op 7 juli 2007 van het nieuwe gebouw van de Openbare Bibliotheek Amsterdam staat in de centrale hal een "openbare piano", waar Vischjager in korte optredens vaak te beluisteren was.

## Overlijden
Julius Vischjager overleed op 83-jarige leeftijd. Zijn lichaam werd op 6 oktober 2020 aangetroffen in de Ringvaart in Amsterdam-Oost.

## Wetenswaardigheden
- Vischjager typeerde zich als Binnenhofnar
- Zijn motto was "Meer vrienden dan lezers"
- Volgens eigen zeggen nam de Nederlandse ambassadeur in Roemenië hem in dienst als cultureel attachee (1969), wat tot het terugroepen van de ambassadeur leidde.
- Lubbers zei ooit: "Als je een staatsgeheim wil bewaren, dan moet je Julius Vischjager bellen", doelend op het feit dat niemand The Daily Invisible echt las[14]
- Vischjager gaf hoog op van zijn vriendschap met Hans Wiegel, met wie hij in het jongerencafê Pieterspoort achter de bar had gestaan.[15]

- Library of Congress Control Number: n93012039
- Nederlandse Thesaurus van Auteursnamen: 070941769
- RKD-Nederlands Instituut voor Kunstgeschiedenis: 293604
- Virtual International Authority File: 50892727